# Luís Boa Morte
Luís Boa Morte Pereira (Lissabon, 4 augustus 1977) is een voormalig Portugees betaald voetballer die bij voorkeur als linksbuiten speelde. Hij verruilde in januari 2011 West Ham United FC voor het Griekse AE Larissa 1964. Hij beëindigde zijn loopbaan in 2013 bij de Engelse club Chesterfield. In april 2001 speelde hij zijn eerste van in totaal 28 interlands voor het Portugees voetbalelftal.
West Ham United werd voor Boa Morte zijn derde Londense werkgever, nadat hij speelde voor achtereenvolgens Arsenal FC, Southampton FC en Fulham FC. Eerstgenoemde club haalde hem in zijn geboorteland weg bij Sporting Clube de Portugal, waar hij de jeugdopleiding doorliep. Met Fulham promoveerde Boa Morte in 2001 naar de Premier League, mede dankzij achttien goals van hem in de First Division. Met Arsenal FC won hij in 1998 zowel het Engels landskampioenschap als de FA Cup. Bij zijn overgang van Fulham voor West Ham United was naar verluidt een transferbedrag gemoeid van ongeveer 7,5 miljoen euro. Boa Morte tekende voor drieënhalf seizoen bij West Ham.
Boa Morte ging in juli 2009 zijn laatste contractjaar in bij West Ham United toen hij in een oefenwedstrijd tegen Tottenham Hotspur FC een blessure aan de kruisbanden in zijn knie opliep. De kwetsuur kostte hem tien maanden revalideren voordat hij op 9 mei 2010 zijn eerste en laatste wedstrijd voor West Ham speelde dat seizoen. Boa Morte was daarna transfervrij, maar tekende een maand later een nieuw tweejarig contract bij West Ham United.

## Clubstatistieken
| Seizoen  | Club            | Competitie            | Duels | Goals |
| -------- | --------------- | --------------------- | ----- | ----- |
| 1997-'98 | Arsenal         | Premier League        | 15    | 0     |
| 1998-'99 | Arsenal         | Premier League        | 8     | 0     |
| 1999-'00 | Arsenal         | Premier League        | 2     | 0     |
| 1999-'00 | Southampton     | Premier League        | 14    | 1     |
| 2000-'01 | → Fulham        | First Division        | 39    | 18    |
| 2001-'02 | Fulham          | Premier League        | 23    | 1     |
| 2002-'03 | Fulham          | Premier League        | 27    | 2     |
| 2003-'04 | Fulham          | Premier League        | 33    | 9     |
| 2004-'05 | Fulham          | Premier League        | 31    | 8     |
| 2005-'06 | Fulham          | Premier League        | 35    | 6     |
| 2006-'07 | Fulham          | Premier League        | 16    | 0     |
| 2006-'07 | West Ham United | Premier League        | 14    | 1     |
| 2007-'08 | West Ham United | Premier League        | 27    | 0     |
| 2008-'09 | West Ham United | Premier League        | 27    | 0     |
| 2009-'10 | West Ham United | Premier League        | 1     | 1     |
| 2010-'11 | West Ham United | Premier League        | 25    | 0     |
| 2011-'12 | AE Larissa      | Super League          | 7     | 0     |
| 2011-'12 | Orlando Pirates | Premier Soccer League | 3     | 0     |
| 2012-'13 | Chesterfield    | Football League Two   | 12    | 0     |
| Totaal   | Totaal          | Totaal                | 358   | 47    |

## Nationaal team
Boa Morte speelde zijn eerste interland voor Portugal op 25 april 2001, tegen Frankrijk. Hij maakte deel uit van de nationale selectie tijdens onder meer het WK 2006. Daarop maakte hij zijn eerste en laatste speelminuten in de derde groepswedstrijd tegen Mexico (2-1 winst), toen hij in de 80ste minuut inviel voor Luís Figo en een gele kaart kreeg. In 2006 leek een einde te zijn gekomen aan de interlandcarrière van de aanvaller. Maar drie jaar later kreeg hij opnieuw een oproep, ditmaal van bondscoach Carlos Queiroz voor de interlands tegen Albanië en Estland.
| Interlands van Luís Boa Morte voor Portugal | Interlands van Luís Boa Morte voor Portugal | Interlands van Luís Boa Morte voor Portugal | Interlands van Luís Boa Morte voor Portugal | Interlands van Luís Boa Morte voor Portugal | Interlands van Luís Boa Morte voor Portugal |
| №                                           | Datum                                       | Wedstrijd                                   | Uitslag                                     | Competitie                                  | Goals                                       |
| ------------------------------------------- | ------------------------------------------- | ------------------------------------------- | ------------------------------------------- | ------------------------------------------- | ------------------------------------------- |
| 1                                           | 25 Apr 2001                                 | Frankrijk – Portugal                        | 4–0                                         | Vriendschappelijk                           |                                             |
| 2                                           | 02 Jun 2001                                 | Ierland – Portugal                          | 1–1                                         | WK-kwalificatie                             |                                             |
| 3                                           | 15 Aug 2001                                 | Portugal – Moldavië                         | 3–0                                         | Vriendschappelijk                           |                                             |
| 4                                           | 14 Nov 2001                                 | Portugal – Angola                           | 5–1                                         | Vriendschappelijk                           | Goal                                        |
| 5                                           | 07 Sep 2002                                 | Engeland – Portugal                         | 1–1                                         | Vriendschappelijk                           |                                             |
| 6                                           | 16 Oct 2002                                 | Zweden – Portugal                           | 2–3                                         | Vriendschappelijk                           |                                             |
| 7                                           | 12 Feb 2003                                 | Italië – Portugal                           | 1–0                                         | Vriendschappelijk                           |                                             |
| 8                                           | 06 Sep 2003                                 | Portugal – Spanje                           | 0–1                                         | Vriendschappelijk                           |                                             |
| 9                                           | 10 Sep 2003                                 | Noorwegen – Portugal                        | 0–1                                         | Vriendschappelijk                           |                                             |
| 10                                          | 11 Oct 2003                                 | Portugal – Albanië                          | 5–3                                         | Vriendschappelijk                           |                                             |
| 11                                          | 15 Nov 2003                                 | Portugal – Griekenland                      | 1–1                                         | Vriendschappelijk                           |                                             |
| 12                                          | 19 Nov 2003                                 | Portugal – Koeweit                          | 8–0                                         | Vriendschappelijk                           |                                             |
| 13                                          | 18 Feb 2004                                 | Portugal – Engeland                         | 1–1                                         | Vriendschappelijk                           |                                             |
| 14                                          | 31 Mar 2004                                 | Portugal – Italië                           | 1–2                                         | Vriendschappelijk                           |                                             |
| 15                                          | 28 Apr 2004                                 | Portugal – Zweden                           | 2–2                                         | Vriendschappelijk                           |                                             |
| 16                                          | 04 Sep 2004                                 | Letland – Portugal                          | 0–2                                         | WK-kwalificatie                             |                                             |
| 17                                          | 08 Sep 2004                                 | Portugal – Estland                          | 4–0                                         | WK-kwalificatie                             |                                             |
| 18                                          | 13 Oct 2004                                 | Portugal – Rusland                          | 7–1                                         | WK-kwalificatie                             |                                             |
| 19                                          | 17 Nov 2004                                 | Luxemburg – Portugal                        | 0–5                                         | WK-kwalificatie                             |                                             |
| 20                                          | 10 Feb 2005                                 | Ierland – Portugal                          | 1–0                                         | Vriendschappelijk                           |                                             |
| 21                                          | 26 Mar 2005                                 | Portugal – Canada                           | 4–1                                         | Vriendschappelijk                           |                                             |
| 22                                          | 17 Aug 2005                                 | Portugal – Egypte                           | 2–0                                         | Vriendschappelijk                           |                                             |
| 23                                          | 12 Nov 2005                                 | Portugal – Kroatië                          | 2–0                                         | Vriendschappelijk                           |                                             |
| 24                                          | 15 Nov 2005                                 | Noord-Ierland – Portugal                    | 1–1                                         | Vriendschappelijk                           |                                             |
| 25                                          | 21 Jun 2006                                 | Portugal – Mexico                           | 2–1                                         | WK-eindronde                                |                                             |
| 26                                          | 01 Sep 2006                                 | Denemarken – Portugal                       | 4–2                                         | Vriendschappelijk                           |                                             |
| 27                                          | 06 Jun 2009                                 | Albanië – Portugal                          | 1–2                                         | WK-kwalificatie                             |                                             |
| 28                                          | 10 Jun 2009                                 | Estland – Portugal                          | 0–0                                         | Vriendschappelijk                           |                                             |